# 台東區
台東区（日语：／ Taitō ku */?）是日本東京都的特別區之一，為東京都面积最小的特別區。全區幾乎位於東京23區的中心，東接隅田川。區內擁有上野、浅草兩大繁華商圈，特產是皮革制品、人偶、玩具、傳統工藝品等。

## 概要
台東區位於東京23區中央偏東北的位置。東側接隅田川，與對岸的墨田區相望。此外，南端的隅田川匯流點接續神田川。
為東京最古老的市街地之一，淺草寺已有1400年的歷史。江戶時代為元祿文化（町民文化）的重鎮，明治時代建造的美術館與博物館，和東京藝術大學等成為藝術的發信地。經歷關東大地震（1923年（大正12年））與第二次大戰後倖存的淺草橋批發街等地，保留了大正、昭和初期的市街風貌。
中心車站上野站自古以來就是北關東、東北地方進入東京的玄關口，新幹線也在此停靠。面積是東京23區中最小的一個，以商業區為主，也有一小部分的住宅區，是以大樓、公寓大廈為主的高度利用區域。
因寬永寺、上野公園周邊、谷中地區保留了江戶風情，獲選為古都保存財團的「優美日本歷史風土百選」。現在正在推動將勒·柯比意設計的國立西洋美術館登錄為世界遺產。區內還有東京國立博物館表慶館與東京國立博物館等多處國家重要文化財。

## 人口
| 台東區人口分布圖 |                                               |  |
| 台東區與日本全國年齡別人口分布比較圖 （2005年資料） | 台東區的年齡、男女別人口分布圖 （2005年資料） |  |
| ■紫色是台東區 ■綠色是全国 | ■藍色是男性 ■紅色是女性                       |  |
| 台東區人口變化 \| 1970年 \| 240,769人 \| \| \| 1975年 \| 207,649人 \| \| \| 1980年 \| 186,048人 \| \| \| 1985年 \| 176,804人 \| \| \| 1990年 \| 162,969人 \| \| \| 1995年 \| 153,918人 \| \| \| 2000年 \| 156,325人 \| \| \| 2005年 \| 165,186人 \| \| \| 2010年 \| 175,928人 \| \| \| 2015年 \| 198,073人 \| \| \| 2020年 \| 211,444人 \| \| |                                               |  |
| 資料來源：日本總務省統計中心提供之人口普查數據 |                                               |  |
| 1970年 | 240,769人                                     |  |
| 1975年 | 207,649人                                     |  |
| 1980年 | 186,048人                                     |  |
| 1985年 | 176,804人                                     |  |
| 1990年 | 162,969人                                     |  |
| 1995年 | 153,918人                                     |  |
| 2000年 | 156,325人                                     |  |
| 2005年 | 165,186人                                     |  |
| 2010年 | 175,928人                                     |  |
| 2015年 | 198,073人                                     |  |
| 2020年 | 211,444人                                     |  |

### 日夜間人口
2005年夜間人口（居住者）為163,528人，區外通勤者與通學生、居住者在內的區內日間人口達303,522人，為夜間人口的1.856倍

## 地理
位置
- 東經139°46′47″、 北緯35°42′46.5″（上野公園7番20號、國立科學博物館）

自然環境
- 公園與綠地無所不在，自然環境良好。也是東京都內自然環境破壞程度較低的地區。
- 區內遍植櫻花木，隅田川周邊以外的住宅地、商業地等地也種植櫻花木。

### 相邻的行政区
東京都
- 千代田区
- 文京区
- 荒川区
- 墨田区
- 中央区

區沿革
- 1947年（昭和22年）3月15日 - 舊東京市下谷區與淺草區合併成立。
- 1997年（平成9年）3月15日 - 區誕生50周年。
- 2007年（平成19年）3月15日 - 區誕生60周年。

主要事件
- 1950年（昭和25年）3月10日 - 台東會館事件。
- 1951年（昭和26年）3月21日 - 淺草美軍暴行事件。
- 1985年（昭和60年）11月29日 - 國電同時多發游擊事件。

### 名稱由來
做為下町文化重鎮的原下谷區與淺草區，兩區決議合併後提出許多關於區名的方案，留下的是下谷區提出的「上野區」、淺草區提出的「東區」。結果，最後採用都知事引用下谷區台東小學校的「台東」。「台」代表上野的高台，「東」代表上野東側下谷與淺草的下町，在康熙字典是有吉祥含意的祥瑞地名。
念法方面，官方發行的出版物中的讀音為，但許多高齡的地方居民常讀作。
區內的町名台東是1964年（昭和39年）實施住居表示後設置的，跟區名的由來無關。

## 區政
- 區長：服部征夫（日语：服部征夫）

### 區議會
- 區議會議長：水岛道德
- 區議會議員席次：31

## 特色業務
- 新婚家庭房租補助制度
- 全國第一條雙層巴士定期路線（上野、淺草間）

## 地域
| - 淺草 - 東淺草 - 西淺草 - 入谷 - 上野 - 北上野 | - 東上野 - 壽 - 雷門 - 谷中 - 根岸 - 三之輪 | - 龍泉 - 日本堤 - 千束 - 今戶 - 清川 - 元淺草 | - 三筋 - 台東 - 上野櫻木 - 橋場 - 駒形 - 藏前 | - 花川戶 - 柳橋 - 鳥越 - 小島 - 松谷 - 淺草橋 | - 池之端 - 秋葉原 - 下谷 |

## 區內樣貌
- 亞洲首條地下鐵——東京地下鐵道（現在的東京地下鐵銀座線）在1927年（昭和2年）12月30日開業，通車區間為淺草站 - 上野站。
- 上野站與鶯谷站西方、上野櫻木與池之端等地區是自古以來的高級住宅街，許多附近的國立大學、醫大教授與上級官僚、律師、醫師等在此定居。
- 俯瞰著不忍池的地區是安靜的住宅地，都立上野高校與東京藝術大學也位於此處。
- 上野地區自江戶時代起，為寛永寺的門前町，現在是東京重要的繁華街。作為交通要衝的上野站、日本最初的公園上野動物園與坐擁博物館、美術館等各種文化設施的上野恩賜公園、以生鮮食品為中心的大規模商店街「阿美橫丁」等聚集於此，成為人煙稠密的地區。鄰近的文京區湯島天神，正月聚集包括考生在內的眾多新年香客。此外，本地柏青哥店與柏青哥製造商眾多，其規模也極為知名。御徒町站東側珠寶業者林立，有「珠寶城御徒町」之稱。
- 淺草地區是東京有名的下町地區。是起源自推古天皇時代的古老地域。淺草寺與仲見世通等景點眾多，吸引大量外國遊客。正月也有許多新年香客。此地可見觀光用的人力車。花川戶聚集許多包、鞋等皮革製品批發商。西淺草有料理器具的批發街「合羽橋道具街」。淺草至上野之間寺院眾多（元淺草、東上野、松谷、西淺草地區），因此也不少佛壇與佛具批發商。
- 淺草南方的藏前 - 淺草橋地區以吉德大光、秀月、久月等人形街聞名，也有許多玩具、文具、雜貨相關的批發商。淺草橋往南的中央區橫山町、馬喰町是東京衣類批發集中地。
- 根岸、谷中周邊是具有歷史感的町，但鶯谷站前情侶酒店林立，情侶來來往往。
- 入谷地區寺社眾多，包括知名的入谷鬼子母神。每年7月6日至8日為「朝顔市」的舉辦期間，吸引許多想購買牽牛花的民眾。
- 千束地區的鷲神社以酉之市聞名。神社後方是日本第一的泡泡浴街「吉原」，風俗店的顧客絡繹不絕。旁邊的龍泉是樋口一葉代表作「比肩」（たけくらべ）的舞台，一葉紀念館也在此地。
- 隨著隅田川對岸墨田區的東京晴空塔開幕，淺草地區也開始進行隅田川沿岸的開發。

## 特產品
- 江戶千代紙
- 江戶刷毛
- 江戶指物

## 交通

### 鐵路

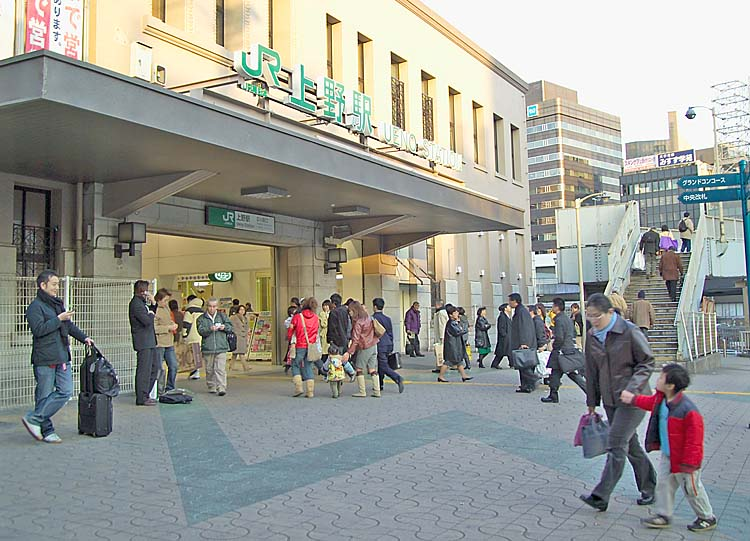
上野站

東日本旅客鐵道（JR東日本）
- 東北、上越、山形、秋田、北陸新幹線：上野站
- 山手線：御徒町站 - 上野站 - 鶯谷站 - 日暮里站
- 京濱東北線：御徒町站 - 上野站 - 鶯谷站 - 日暮里站
  - 日暮里站設於荒川區與台東區之間。
- 宇都宮線：上野站
- 高崎線：上野站
- 常磐線快速：上野站 - 日暮里站
  - 常磐線正確來說是以日暮里站為起點。
- 中央·總武緩行線：淺草橋站
  - 另外，總武快速線（東京地下路線）在馬喰町站 - 錦糸町站間在該區（淺草橋站東南側）地下通過。

東京地下鐵
- 銀座線：上野廣小路站 - 上野站 - 稻荷町站 - 田原町站 - 淺草站
- 日比谷線：仲御徒町站 - 上野站 - 入谷站 - 三之輪站
- 千代田線湯島站 - 根津站間與千駄木站 - 西日暮里站間都通過該區但不設站。然而，前往上野動物園可使用根津站（文京區）。

東京都交通局（都營地下鐵）
- 淺草線：淺草橋站 - 藏前站 - 淺草站
- 大江戶線：上野御徒町站 - 新御徒町站 - 藏前站
- ■ 上野懸垂線（單軌鐵路，恩賜上野動物園內）：上野動物園東園 - 上野動物園西園

京成電鐵
- 本線：京成上野站
  - 曾經設有博物館動物園站，但已廢除。

東武鐵道
- 伊勢崎線：淺草站

首都圈新都市鐵道
- 筑波快線：新御徒町站 - 淺草站

### 水上巴士
東京都觀光汽船
- 隅田川線
- 淺草、御台場直通線
  - 淺草碼頭

東京都公園協會
- 東京水邊線
  - 櫻橋碼頭

### 巴士路線
路線巴士
- 都營巴士
  - S-1系統（錦糸町站 － 淺草雷門 － 上野松坂屋前 － 東京站丸之內北口）
  - 學01系統（上野站 － 東大醫院 － 東大校園）
  - 都02系統（大塚站 － 御徒町站 － 錦糸町站）
  - 都08系統（日暮里站 － 東武淺草站 － 押上 － 錦糸町站）
  - 都08急行（日暮里站 － 東京晴空塔站 － 押上 － 錦糸町站）
  - 里22系統（日暮里站 － 三河島站 － 泪橋 － 龜戶站）
  - 上23系統（上野站 － 淺草壽町 － 押上 － 平井站）
  - 草24系統（淺草壽町 － 龜戶站 － 東大島站）
  - 上26系統（上野公園 － 東京晴空塔站 － 龜戶站）
  - 草39系統（上野站 － 淺草壽町 － 青戶車庫 － 金町站）
  - 草41系統（淺草壽町 － 鶯谷站 － 町屋站 － 足立梅田町）
  - 東42甲系統（南千住站西口、南千住車庫 － 東武淺草站 － 淺草橋站 － 東神田、東京站八重洲口）
  - 東42乙系統（南千住車庫 － 東武淺草站 － 淺草雷門 － 秋葉原站）
  - 草43系統（淺草雷門 － 三之輪站 － 千住車庫 － 足立區役所）
  - 上46系統（上野松坂屋前 － 淺草壽町 － 南千住車庫、南千住站東口）
  - 南千47系統（日暮里站 － 三河島站 － 南千住站東口）
  - 南千48系統（龜戶站 － 東向島廣小路 － 南千住站東口）
  - 上58系統（上野松坂屋前 － 根津站 － 江戶川橋 － 早稻田）
  - 上60系統（上野公園 － 根津站 － 春日站 － 大塚站 － 池袋站東口）
  - 草63系統（淺草雷門 － 三之輪站 － 西日暮里站 － 巢鴨站 － 池袋站東口）
  - 草64系統（淺草雷門 － 新三河島站 － 尾久站－ 王子站 － 池袋站東口、巢鴨刺拔地藏）
  - 上69系統（上野公園 － 春日站 － 早稻田 － 高田馬場站 － 小瀧橋車庫）

- 京成巴士
  - 新小59系統（淺草壽町 － 東京晴空塔城 － 新小岩站）

- 京成城市巴士
  - 有01系統（淺草壽町 － 東京晴空塔城 － 龜有站）
  - 新小59系統（淺草壽町 － 東京晴空塔城 － 新小岩站）

- 東武巴士中央
  - 晴空塔Shuttle（上野站、上野公園 － 淺草地區 － 東京晴空塔城）

めぐりん（台東區營運、委託日立自動車交通和京成巴士運行）
- 北めぐりん
- 南めぐりん
- 東西めぐりん
- ぐるーりめぐりん

高速巴士
- JR巴士關東 上野站往富山、金澤。
- 京成巴士 京成上野站往奈良。
- 成田空港交通 京成上野站往和歌山、長野。
- 千葉中央巴士 京成上野站往滋賀縣大津、京都。
- 東北急行巴士 上野站前、東武淺草站往山形、新庄、京都、大阪、岡山、倉敷。
- 弘南巴士 上野站前往弘前、青森。
- 国際興業巴士 上野站前往遠野、釜石、鶴岡、酒田。

※ 其他有淺草、上野往磐城、高萩、日立、東海、勝田、常陸太田、常陸大宮、大子、水戶、筑波等路線。
深夜巴士
- 東武巴士中央 京成上野站→越谷站、春日部站、久喜站、東鷲宮站
- 東武巴士東 京成上野站→柏站、我孫子站
- 成田空港交通 京成上野站→松戶站、千葉新市鎮中央站、成田機場

接駁巴士
- 東京空港交通  淺草豪景酒店 － 成田機場
- 東京空港交通  淺草豪景酒店 － 羽田機場

### 道路
高速道路
- 首都高速道路1號上野線
  - 上野出入口
  - 入谷出入口

一般國道
- 國道4號
- 國道6號

都道
- 言問通
- 不忍通
- 明治通
- 昭和通
- 中央通
- 江戶通
- 清洲橋通
- 尾久橋通
- 尾竹橋通
- 吉野通（東京都道464號言問橋南千住線）

## 公共設施

### 警察
- 淺草警察署 （警視廳管轄之大規模警察署）
- 上野警察署 （警視廳管轄之大規模警察署）
- 下谷警察署 （警視廳管轄之大規模警察署）
- 藏前警察署 （警視廳管轄之大規模警察署）
- 警視廳第六方面本部
負責監督警視廳第六方面。本部內設有青少年對策中心，淺草署與上野署受此單位管理。本部建物在台東區東淺草。

### 消防
- 東京消防廳
  - 第六方面本部（藏前二丁目10-9）
    - 上野消防署（東上野五丁目2-9）特別救助隊・救急隊1
      - 下谷出張所（下谷二丁目13-1）救急隊1
      - 谷中出張所（谷中一丁目1-25）特別消火中隊、救急隊無

    - 淺草消防署（駒形一丁目5-8）特別消火中隊、救急隊1
      - 淺草橋出張所（淺草橋三丁目10-5）救急隊1

    - 日本堤消防署（千束四丁目1-1）特別消火中隊、救急隊1
      - 二天門出張所（淺草二丁目35-9）救急隊無
      - 今戶出張所（今戶二丁目33-3）救急隊1

### 圖書館
- 台東區立中央圖書館（生涯學習中心）
區内使用人數最多的大規模集積型圖書館。
- 石濱圖書館
公立圖書館。
- 根岸圖書館
公立圖書館。
- 中央圖書館淺草橋分室

### 醫院
- 上野醫院
- 永壽總合醫院
- 淺草醫院
- 淺草寺醫院：淺草寺營運。2004年（平成16年）改建
- 東京都台東區立台東醫院：2009年（平成21年）4月1日在東京都立台東醫院舊址開設，是東京23區第一座區立醫院

### 運動設施
- 台東區立河濱運動中心
基本由區立營運，一部分委託民間企業。設施有田徑場、隅田泳池、運動休憩場、區營棒球場、自行車場、體育館等，十分完備。但規模並不是太大。
主要特色是櫻橋與位於隅田川河畔，是賞櫻的祕密景點。此外，也與隅田公園相鄰。
- 清島溫水泳池
- 柳北運動廣場

### 稅務
- 東京上野稅務署
- 淺草稅務署
- 台東都稅事務所

## 本社設於本區的主要企業
- 庵原化學工業（イハラケミカル工業）
- 榮研化學
- EPOCH社（エポック社）
- 金之星社
- 組合化學工業（クミアイ化学工業）
- 神戸らんぷ亭
- 康貝（コンビ）
- 下島（シモジマ）
- 首都圏新都市鐵道
- SHOEI
- 新星出版社
- SEGA TOYS（セガトイズ）
- 太陽誘電
- 高田製藥
- 丹青社
- 筑摩書房
- 東京地下帖
- 東京ひよ子
- 東天紅
- 日水製藥
- 日本電設工業
- 日本農業新聞
- 日本瑪泰（日本マタイ）
- 日本亨氏
- 白元
- Happinet（ハピネット）
- 萬代
- 富士興產
- 平和
- 米亞基（ミヤチテクノス）
- Murasaki Sports（ムラサキスポーツ）
- LIFE CORPORATION（ライフコーポレーション）

## 大型店舗
- 松坂屋上野店
- atre上野
- 丸井上野
- 松屋淺草店
- ABAB上野
- 東天紅上野店
- 多慶屋御徒町
- 淺草ROX

## 名勝古蹟

### 寺・神社等

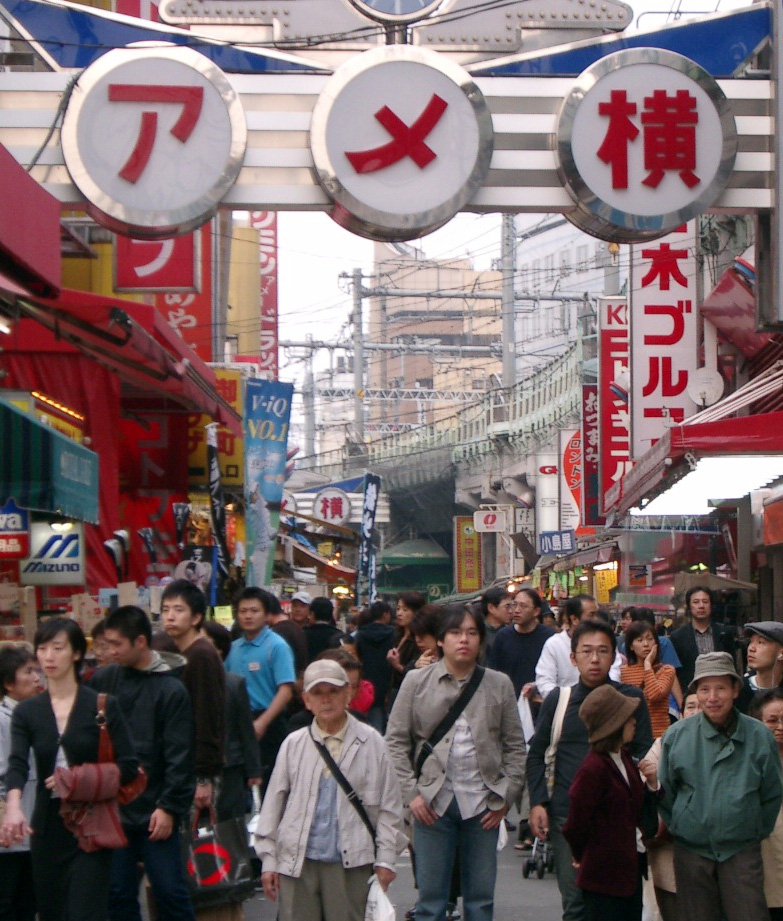
位于日本台东区上野的著名商店街 - 阿美橫

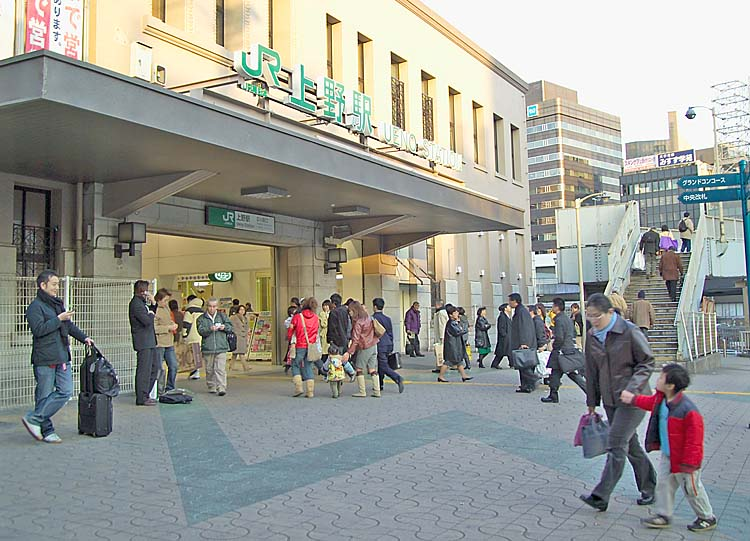
上野站

- 淺草寺
- 寛永寺
- 鳥越神社
- 入谷鬼子母神
- 小野照崎神社
- 秋葉神社
- 上野東照宮
- 不忍辯天堂
- 待乳山聖天宮
- 今戶神社
- 天王寺

### 公園
- 上野恩賜公園: 以西鄉隆盛像、櫻花樹聞名。
- 隅田公園
- 山谷堀公園
- 淺草公園
- 今戶公園
- 谷中公園
- 千束公園
- 綠的公園
- 台東兒童公園
- 水流動森林公園
- 入谷南公園

### 博物馆・美术馆・动物园
- 恩赐上野动物园
- 东京國立博物馆
- 东京都美术馆
- 上野之森美术馆
- 国立西洋美术馆
- 国立科學博物馆
- 朝仓雕塑馆
- 大名時計博物館
- 橫山大觀紀念館
- 一葉紀念館
- 子規庵
- 池波正太郎紀念文庫
- 書道博物館
- 舊東京音樂學校奏樂堂

### 其他名勝
- 舊岩崎邸庭園
- 阿美橫町
- 花屋敷
- 谷中靈園
- 鈴本演藝場
- 淺草演藝廳

## 祭典、活動

### 活動
- 隅田川花火大會（7月下旬）
日本三大花火之一。首都圏最大級的花火大會，吸引全國大批遊客。每年NHK、民放各局都會來此採訪轉播。
- 淺草森巴嘉年華
- 淺草寺的初詣
- 台東下町喜劇電影節（したまちコメディ映画祭in台東）
2008年（平成20年）起舉行。
- 下町喜劇大獎（したまちコメディ大賞） 2009年（平成21年）起舉行
- 下町演劇祭（したまち演劇祭） 2010年（平成22年）起舉行

### 祭典
- 淺草寺
- 淺草三社祭
三社是指祭祀三柱御神體，也是淺草神社的別名，每年新聞社與各電視局都會來此採訪取材。
- 小野照崎神社大祭
小野照崎神社為中心近隣十七町氏子的祭禮。祭禮日為每年5月19日前一個周六周日。因為祭祀天照大神，是台東區內最高格的神社。
- 鳥越神社大祭
鳥越神社以千貫神輿聞名，祭祀日本武尊。
- 今戶祭
今戶神社及地區町會主辦的祭典。三年一次，有御輿渡御。

## 教育機關

### 小學校
區立小學校

- 上野小學校
- 松葉小學校
- 富士小學校
- 根岸小學校

| - 東淺草小學校 - 石濱小學校 - 平成小學校 - 東泉小學校 - 忍岡小學校 | - 谷中小學校 - 金曾木小學校 - 黑門小學校 - 大正小學校 - 淺草小學校 | - 台東育英小學校 - 藏前小學校 - 千束小學校 - 田原小學校 - 金龍小學校 |

全20校

### 中學校
區立中學校
- 忍岡中學校
- 櫻橋中學校
- 御徒町台東中學校
- 柏葉中學校
- 上野中學校
- 淺草中學校
- 駒形中學校

全7校
私立中學校
- 上野學園中學校

都立中學校
- 白鷗中學校（都立白鷗高校附屬）

### 高等學校
都立高校
- 東京都立白鷗高等學校（2005年（平成17年）成立都立高校第一間附屬中學校。）
- 東京都立上野高等學校
- 東京都立忍岡高等學校
- 東京都立淺草高等學校
- 東京都立上野忍岡高等學校
- 東京都立藏前工業高等學校

國立高校
- 東京藝術大學音樂學部附屬音樂高等學校

私立高校
- 岩倉高等學校
- 上野學園高等學校

### 大學
國立大學
- 東京藝術大學

私立大學
- 上野學園大學

## 出身者

### 宗教
- 岡田茂吉（宗教者、美術品收藏家、世界救世教教祖、MOA美術館創立者）
- 五井昌久（宗教家、白光真宏會初代會長）

### 政治
- 榎本武揚（幕臣、政治家、蝦夷島政府總裁、第7代外務大臣）
- 深谷隆司（國會議員、第64代與第65代通商産業大臣）
- 小澤一郎（國會議員、第6代民主黨代表、第34代自治大臣）本籍地是岩手縣奧州市（舊水澤市）

### 學術、言論
- 成島柳北（記者、戲作者）
- 末高信（管理學者）
- 石田五郎（天文學者）
- 土屋惠一郎（法哲學者、演劇評論家）
- 荒俣宏（博物學研究家、翻譯家、藝人）
- 小出裕章（自然科學家〈核工程））

### 藝術、藝能

#### 美術
- 高村光雲（雕刻家）
- 高村光太郎（雕刻家、詩人）
- 速水御舟（日本畫家）
- 木村伊兵衛（攝影師）
- 杉山寧（日本畫家）
- 桑原甲子雄（攝影師）
- 菊川章陽（書法家）
- 山下清（畫家）
- 荒木經惟（攝影師）

#### 文藝
- 幸田露伴（小說家）
- 柳川春葉（小說家、劇作家）
- 川田順（歌人、實業家）
- 土岐善麿（歌人、日本語學者、新作能作者）
- 久保田萬太郎（小說家・劇作家、俳人）
- 內藤千代子（小說家）
- 石川淳（小說家）
- 川口松太郎（小說家・劇作家）
- 圓地文子（小說家・劇作家）
- 今日泊亞蘭（科幻小說作家）
- 中村光夫 （文學批評家、劇作家、小說家）
- 池波正太郎（時代小說作家、劇作家、美食家）
- 田久保英夫（小說家）
- 落合信彦（非小說文學作家）
- 栗原正尚（漫畫家）

#### 音樂
- いずみたく（作曲家）
- 江利チエミ（歌手、女演員）
- 小椋佳（創作歌手、作詞家、作曲家）
- 山田太郎（歌手）
- 河內淳一（吉他手）
- 泰葉（創作歌手、藝人）
- 淺倉大介（作曲家、音樂製作人、access）
- 井之原快彦（男性偶像、V6）成長於品川區
- 村治佳織（吉他手）
- 辻香織（創作歌手）
- 村治奏一（吉他手）
- 長谷川時夫（音樂家）
- 瀧廉太郎（音樂家、作曲家）※ 成長於大分縣竹田市

#### 戲劇、電影
- 澤村國太郎（演員）
- 澤村貞子（女演員、随筆家）
- 加東大介（演員）
- 河內桃子 (女演員)
- 麻生美代子（聲優、女演員）
- 渥美清（演員、喜劇演員）
- 唐十郎（劇作家、演出家、演員、小說家）
- 柴俊夫（演員）
- 海老名美どり（女演員）
- 唐澤壽明（演員）
- 天海祐希（女演員）
- 坂井真紀（女優）
- 魁三太郎（演員、藝人）
- 折笠富美子（聲優）
- 小林千香子（女演員）
- 安達祐實（女演員）
- 須藤溫子（女演員）
- 安達大（童星）

#### 演藝
- 安藤鶴夫（落語評論家、小說家）
- 林家三平（落語家）
- 5代目三遊亭圓樂（落語家）
- 東八郎（喜劇演員）
- 萩本欽一（喜劇演員）
- 9代目林家正藏（落語家）
- 東貴博（搞笑藝人、Take2）
- 2代目林家三平（落語家）

#### 放送
- Roy James（藝人、演員）
- 永六輔（放送作家、藝人、作詞家、随筆家）
- 山田太一（編劇、小說家）
- 大澤悠里（自由主播、前TBS播音員）
- 阪本時彦（自由主播、前每日放送播音員）
- 水谷彰宏（NHK播音員）
- 三井良浩（氣象預報專家）
- 山口萌（藝人）
- 堀部圭亮（藝人、演員、放送作家）

### 體育
- 沼田康司（拳擊、前日本王者）
- 岡野俊一郎（足球選手、足球監督、前日本足球協會會長、全國廣播體操聯盟會長）
- 濱口京子（業餘摔角選手）

## 相關人物
明治初期至1960年代為止，淺草是東京重要的歡樂街，像是田谷力三與藤原義江等淺草歌劇明星、榎本健一與古川綠波等喜劇人、法國座等脫衣舞劇場的過場短劇出身的渥美清、東八郎、萩本欽一、坂上二郎、北野武等，都與淺草有著深厚淵源。
- 井上廈（劇作家、小說家）
- ANIMAL濱口（職業摔角手）
- 屋井先藏（乾電池發明者）
- 後藤仁（日本畫家、繪本畫家、東京藝術大學日本畫主修畢業）

### 過去的住戶
- 岡倉天心（美術行政家・美術運動家） - 谷中初音町四丁目（現在的谷中五丁目）舊居現為岡倉天心紀念公園。
- 朝倉文夫（雕刻家） - 谷中初音町三丁目（現在的谷中七丁目））舊居現為朝倉雕塑館。
- 橫山大観（日本畫家） - 茅町二丁目（現在的池之端一丁目））舊居現為橫山大觀紀念館。
- 初代三遊亭圓朝（落語家） - 曾住在池之端七軒町（現在的池之端二丁目）、下谷萬年町一丁目（現在的東上野四丁目）、下谷車坂町（現在的上野、東上野）。
- 8代目桂文樂（落語家） - 曾住在西黑門町（現在的上野一丁目），人稱「黑門町的師匠」。現在落語協會事務所靠近其舊居。
- 9代目桂文治（落語家） - 曾住在北稻荷町（現在的東上野五丁目）的長屋。
- 林家彦六（落語家、8代目林家正藏） - 與9代目桂文治一樣曾住在北稻荷町的長屋，人稱「稻荷町的師匠」。
- 正岡子規（俳人） - 上根岸町（現在的根岸二丁目）的舊居已變成子規庵。
- 森鷗外（小説家） - 曾住在金杉村（現在的根岸二丁目）、上野花園町（現在的池之端三丁目）。
- 夏目漱石（小説家） - 成長於淺草諏訪町（現在的駒形一丁目）。
- 樋口一葉（小説家） - 曾住在下谷御徒町三丁目（現在的東上野一、二丁目）、上野西黑門町（現在的上野一丁目）、下谷龍泉寺町（現在的龍泉三丁目）。一葉紀念館在龍泉三丁目舊居附近。

### 現在的住戶
- 伊藤正幸（饒舌歌手、小說家、藝人）
- 榎戶一朗（專欄作家）

## 車牌號碼
台東區車牌號碼為「足立」號碼。
足立割號碼地區為台東區、江東區、墨田區、荒川區、足立區、葛飾區、江戶川區7區（页面存档备份，存于）。